# ایچینومیا، چیبا
ایچینومیا، چیبا (به لاتین: Ichinomiya, Chiba) یک منطقهٔ مسکونی در ژاپن است که در Chōsei District واقع شده‌است. ایچینومیا ۲۳٫۰۲ کیلومترمربع مساحت و ۱۲٬۵۰۱ نفر جمعیت دارد.